# Мадагаскарско-турецкие отношения
Мадагаскарско-турецкие отношения — двусторонние дипломатические отношения между Мадагаскаром и Турцией.
С 21 апреля 2010 года у Турции есть посольство в столице Мадагаскара Антананариву. Посольство Мадагаскара в Риме (Италия) аккредитовано в Турции. У Мадагаскара также есть почётное консульство в Стамбуле.

## История
Отношения между странами в целом были тёплыми, за исключением 1970-х годов.
В 1972 году внешняя политика Мадагаскара резко изменилась после падения режима президента Филибера Цирананы. С приходом к власти новый президент страны Габриэль Рамананцуа ещё больше укрепил связи с СССР и КНДР, что способствовало резкому охлаждению двусторонних отношений между Мадагаскаром и Турцией, отменил «французские соглашения о рабстве» и в июне 1975 года национализировал все французские финансовые и страховые фирмы без компенсаций.
Отношения ухудшились, когда правительство Рамананцуа приостановило дипломатические отношения с Израилем, тогда ближайшим союзником Турции на Ближнем Востоке, и в 1976 году устроило международную конференцию по северокорейской идеологии чучхе в Антананариву.
В 1980-х годах отношения улучшились, когда Мадагаскар более тесно стал сотрудничать с Западом, особенно после того, как Мадагаскар демонтировал советские станции вдоль западного побережья Мозамбикского пролива.

## Визиты
23—24 мая 2016 года бывший президент Мадагаскара Эри Радзаунаримампианина посетил Стамбул для участия во Всемирном саммите по гуманитарным вопросам и провёл двустороннюю встречу с президентом Турции Реджепом Тайипом Эрдоганом.
24—25 января 2017 года президент Турции Реджеп Тайип Эрдоган посетил Мадагаскар с официальным визитом вместе с министром иностранных дел, министром экономики, министром энергетики и природных ресурсов, депутатами парламента и более чем 150 бизнесменами.

## Гуманитарная помощь
Турецкое агентство сотрудничества и координации (TIKA) и министерство здравоохранения оказывают техническую и гуманитарную помощь Мадагаскару. В рамках программы «Türkiye Scholarships» Турция предоставляет стипендии для получения университетского образования студентам из Мадагаскара. С 1992 года более 130 студентов получили такие стипендии.

## Торговля
Объём торговли между двумя странами составил 76,5 млн $ в 2019 году и 88 млн $ в 2020 году. Основными экспортными товарами в Турцию являются зерно, чугун и сталь, электронное оборудование, транспортное оборудование и различные готовые товары, а основными импортируемыми товарами Турции являются овощи, специи, кожа, неметаллические минералы.